# Bifrenaria vitellina
Bifrenaria vitellina là một loài lan.
 Tư liệu liên quan tới Bifrenaria vitellina tại Wikimedia Commons

## Hình ảnh

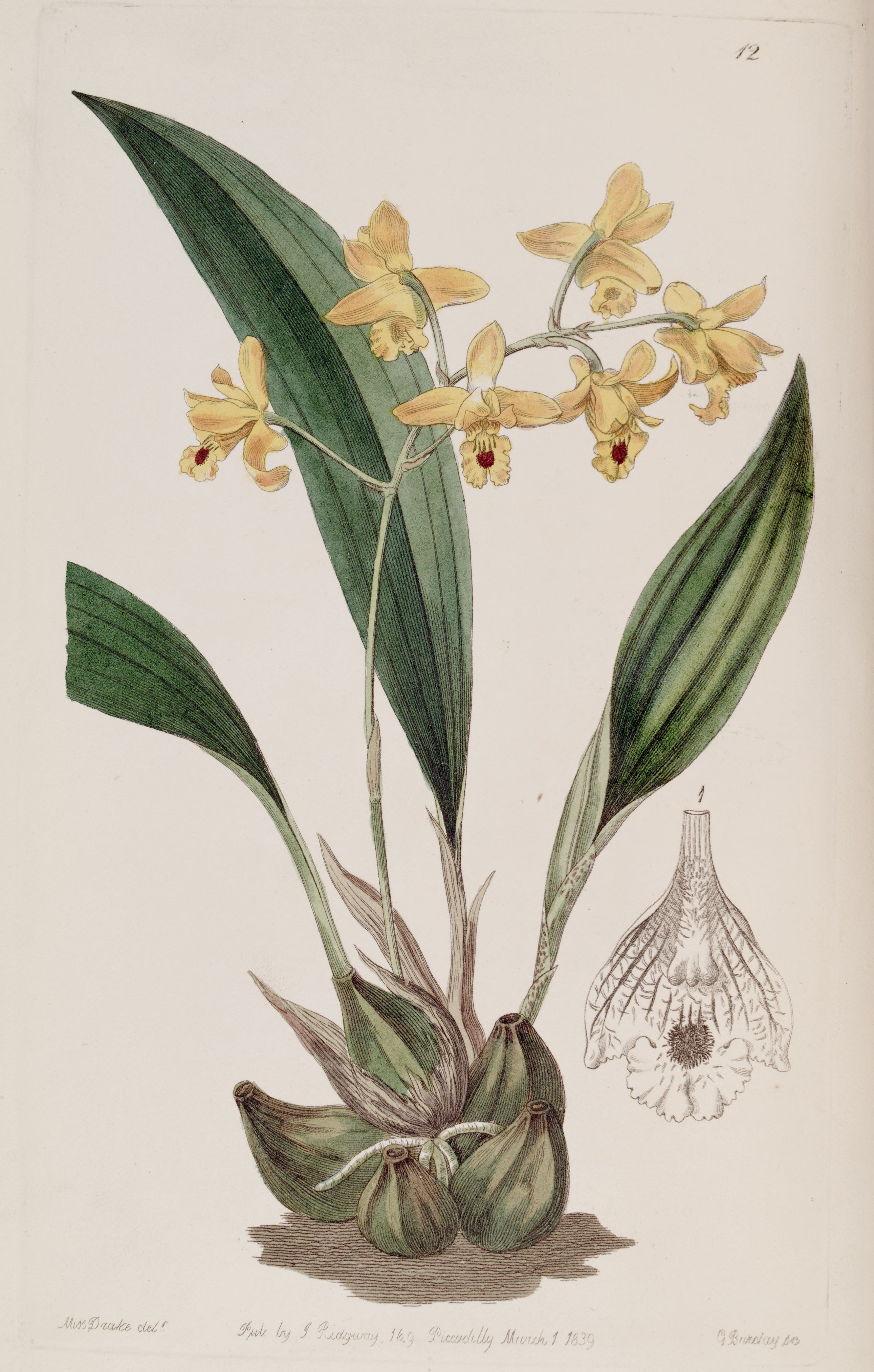
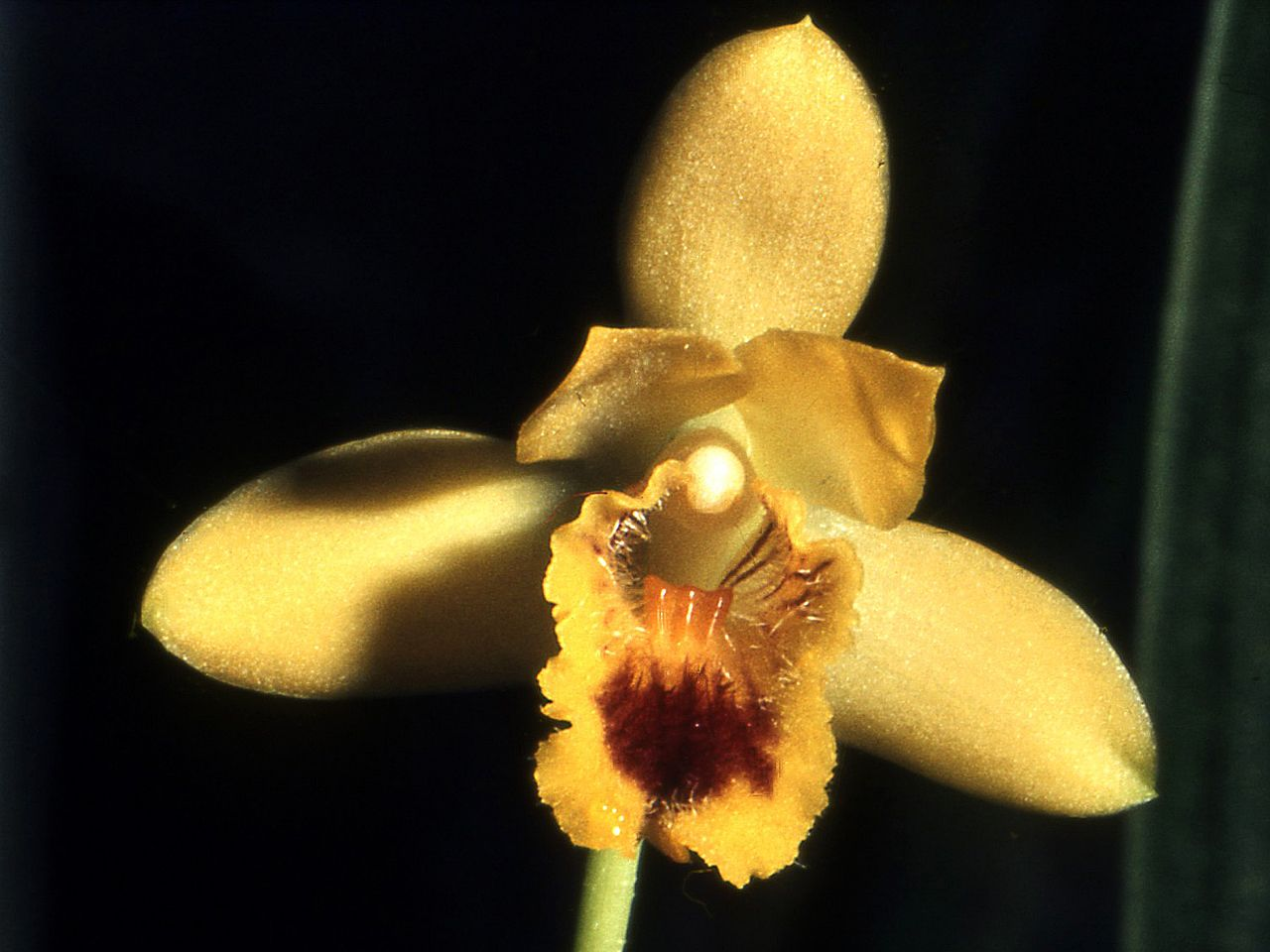
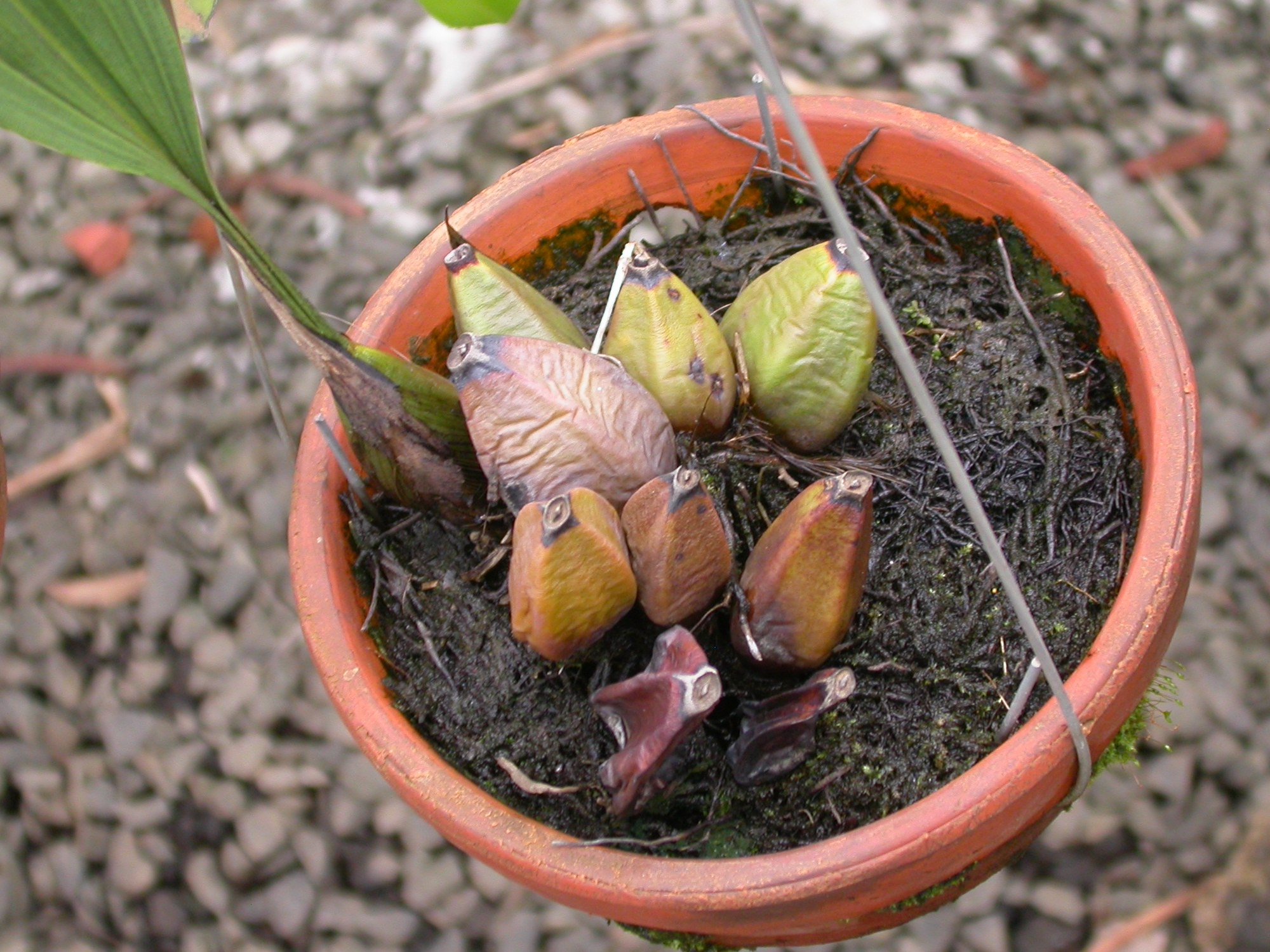
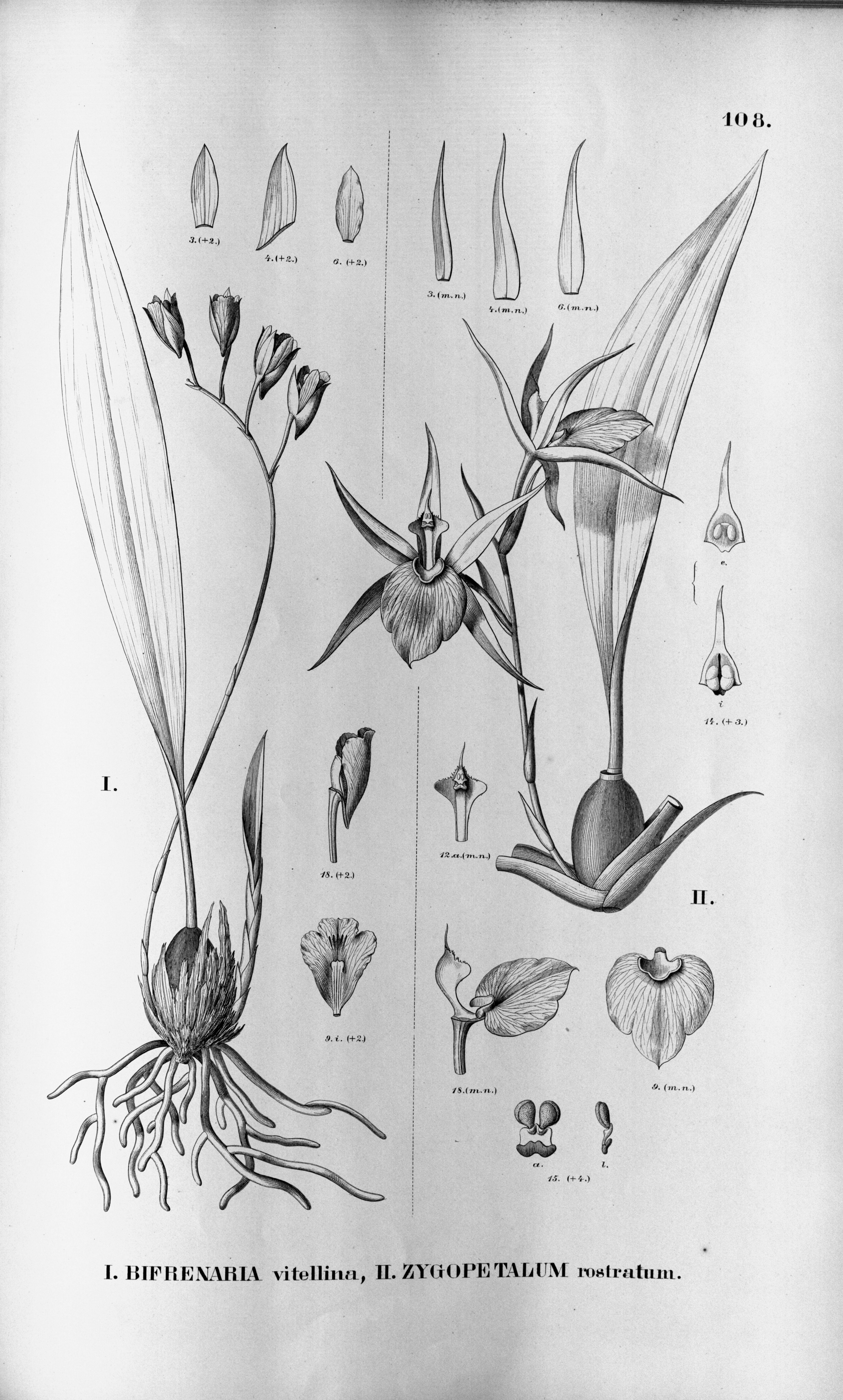